# Let's Fall in Love for the Night
Let's Fall in Love for the Night è un singolo del cantautore statunitense Finneas O'Connell, o meglio noto semplicemente come Finneas, pubblicato il 19 ottobre 2018 come primo estratto dal primo EP Blood Harmony.

## Descrizione
Sesta e penultima traccia dell'EP, Let's Fall in Love for the Night è stata descritta dalla critica specializzata come una canzone pop.

## Promozione
O'Connell ha eseguito il brano per la prima volta in televisione al Tonight Show di Jimmy Fallon il 3 febbraio 2020.

## Video musicale
Il video musicale, diretto da Sam Bennett, è stato reso disponibile il 19 marzo 2020. Ha ricevuto una candidatura come Miglior video alternativo agli MTV Video Music Awards.

## Tracce
Testi e musiche di Finneas O'Connell.
1. Let's Fall in Love for the Night – 3:10

## Successo commerciale
Let's Fall in Love for the Night ha fatto il suo ingresso al numero 34 nella Alternative Airplay statunitense.

## Classifiche
| Classifica (2020) | Posizione massima |
| ----------------- | ----------------- |
| Portogallo        | 160               |